# Helius anamalaiensis
Helius anamalaiensis är en tvåvingeart som beskrevs av Alexander 1967. Helius anamalaiensis ingår i släktet Helius och familjen småharkrankar. Inga underarter finns listade i Catalogue of Life.